# Seiridae
Famille
Les Seiridae sont une famille de collemboles.
Elle comporte plus de 230 espèces dans deux genres.

## Liste des genres
Selon Checklist of the Collembola of the World (version du 22 août 2019) :
- Seira Lubbock, 1870
- Tyrannoseira Bellini & Zeppelini, 2011

## Publication originale
- Yosii, 1961 : Phylogenetische Bedeutung der Chaetotaxie bei den Collembolen. Contributions from the Biological Laboratory, Kyoto University, vol. 12, p. 1—37.